# Erich Schröder (Fußballspieler)
Erich Schröder (* 20. November 1898 in Dresden; † 24. Dezember 1975) war ein deutscher Fußballspieler.

## Karriere

### Vereine
In Dresden geboren, begann er in der Jugendabteilung des ortsansässigen Dresdner SC mit dem Fußballspielen. Dem Jugendalter entwachsen und ins Rheinland gelangt, gehörte er ab der Saison 1918/19 dem VfR Köln 04 rrh. an, für den er in der vom  Westdeutschen Spiel-Verband organisierten Kreismeisterschaft im Rheinischen Südkreis, ab der Saison 1921/22 im Rheingau spielte. 1924/25 wurde er innerhalb des Rheingaus Gruppensieger des Südrheins. Das Endspiel um die Rheingaumeisterschaft verlor er mit seiner Mannschaft jedoch gegen den Gruppensieger des Westrheins, dem Rheydter Spielverein, aus der gleichnamigen Stadt (seit 1975 Stadtteil von Mönchengladbach), mit 1:3. In der Folgesaison kam es zur Neuauflage der Endspielbegegnung; diesmal gewann er mit seiner Mannschaft mit 2:1 und auch die anschließende Endrunde um die Westdeutsche Meisterschaft. Damit als Teilnehmer für die Endrunde um die Deutscher Fußballmeisterschaft qualifiziert, bestritt er sein einziges Endrundenspiel im Achtelfinale bei der 1:2-Niederlage im heimischen Köln gegen den SV Norden-Nordwest, dem Zweiten der Berliner Meisterschaft.

### Nationalmannschaft
Sein einziges Länderspiel für die A-Nationalmannschaft bestritt er erst im hohen Fußballeralter von 32 Jahren am 26. April 1931 in Amsterdam beim 1:1-Unentschieden im Testspiel gegen die Niederländische Nationalmannschaft.
Am 30. Mai 1937 beantragte Schröder die Aufnahme in die NSDAP und wurde rückwirkend zum 1. Mai desselben Jahres aufgenommen (Mitgliedsnummer 4.190.541).

## Erfolge
- Westdeutscher Meister 1926
- Rheinischer Meister 1926
- Südkreismeister im Bezirk Rhein 1926